# Antonela Curatola
Antonela Curatola est une joueuse argentine de volley-ball née le 23 octobre 1991 à Haedo (Buenos Aires). Elle mesure 1,73 m et joue au poste de passeuse. Elle totalise 95 sélections en équipe d'Argentine.

## Clubs
| Club                          | De        | À         |
| ----------------------------- | --------- | --------- |
| Club Atlético Vélez Sarsfield |           |           |
| Club Atlético Boca Juniors    |           | 2008-2009 |
| Bell Vóley                    | 2009-2010 | 2010-2011 |
| Club Voleibol Haro            | 2011-2012 | 2011-2012 |
| Rote Raben Vilsbiburg         | 2012-2013 | 2012-2013 |
| Club Atlético Vélez Sarsfield | 2013-2014 | …         |

## Palmarès

### Équipe nationale
- Championnat d'Amérique du Sud
  - Finaliste : 2009, 2011.

### Clubs
- Championnat d'Argentine
  - Finaliste : 2009, 2011, 2014, 2017.
- Championnat d'Espagne
  - Finaliste : 2012.
- Copa de la Reina
  - Vainqueur : 2012.

### Distinctions individuelles
- Coupe panaméricaine de volley-ball féminin des moins de 23 ans 2012: Meilleure passeuse.